# Monactis
Monactis là một chi thực vật có hoa trong họ Cúc (Asteraceae).

## Loài
Chi Monactis gồm các loài: